# Serv-U File Server
Serv-U File Server — мультипротокольный файловый сервер для операционных систем Windows и Linux, поддерживающий протоколы FTP, HTTP, SFTP.
Он позволяет работать как через незашифрованные соединения так и через зашифрованные.

## Особенности
- Полная поддержка UNICODE
- Поддержка IPv6
- 32-разрядные и 64-разрядные версии
- SSH аутентификация по публичному ключу
- FIPS 140-2 шифрование
- Веб-интерфейс для администрирования (локально или удаленно, HTTP)
- Поддержка «виртуальной файловой системы»
- Статистический модуль для просмотра действий отдельных пользователей или групп
- Поддержка UTF-8
- Автоматическая блокировка перебора паролей методом грубой силы
- Возможность возобновления передачи данных

## История сервера
Serv-U был первоначально разработан Робом Бэкерсом в первой половине 1994 года в качестве упражнения, чтобы научиться использовать сокеты в Windows. Первая версия была выпущена 7 февраля 1995 года, как условно-бесплатная по цене 20 долларов за копию.
В целях поддержки Serv-U, Бэкерс создал небольшую компанию под названием «Cat Soft LLC». Но с успехом программы, его компания стала гораздо больше, чем в самом начале.
В январе 2005 сервер был переписан заново уже как полностью многопоточное приложение, повысилась производительность и был внедрен веб-интерфейс администрирования. С выпуском Serv-U 8 также добавлена поддержка пользовательских триггеров событий, а также произошло уменьшение средней загрузки процессора и оперативной памяти.
Сегодняшние[когда?] особенности Serv-U — это поддержка FTP / FTPS / SFTP / HTTP / HTTPS, интеграция ODBC, Windows Active Directory, аутентификация, виртуальные каталоги, сжатие, и многое другое. Serv-U является активно разрабатывающимся продуктом, и новые версии выходят регулярно с исправлениями и новыми функциями. Serv-U был удостоен награды индустрии программного обеспечения «Best Internet Enhancement» в 2008 году.